# Kystagerparken
Kystagerparken er et fredet område i Hvidovre ud til Kalveboderne med mange vilde planter og blomster, samt et rigt insekt- og dyreliv. I Kystagerparken findes blandt andet "Bjerget" og "Planetstien".
Området er en del af 'Hvidovreruten', nr. 8